# Karl Wilbers
Karl Wilbers (* 1964 in Kevelaer) ist ein deutscher Wirtschaftspädagoge und Hochschullehrer an der Friedrich-Alexander-Universität Erlangen-Nürnberg am Fachbereich Wirtschafts- und Sozialwissenschaften (WiSo),  der ehemaligen Hochschule für Wirtschafts- und Sozialwissenschaften Nürnberg.

## Leben und Wirken
Wilbers absolvierte ein Studium zum Diplom-Handelslehrer und promovierte an der Wirtschafts- und Sozialwissenschaftlichen Fakultät der Universität zu Köln. Er habilitierte sich an der Universität St. Gallen und wurde dort zum Assistenz-Professor ernannt.
Er hat folgende Forschungs- und Interessensschwerpunkte:
- Didaktik der Wirtschaftswissenschaften bzw. kaufmännischer Bildung, einschließlich E-Learning
- Digitale Transformation der Berufsbildung
- Personalentwicklung
- Qualitätsmanagement
- Durchlässigkeit bzw. Verbindung von beruflicher und akademischer Bildung

Wilbers hat 2009 für die Metropolregion Nürnberg die Universitätsschule aufgebaut. Als ein Ergebnis dieses Netzwerks wurde 2012 die Publikation "Wirtschaftsunterricht gestalten" vorgestellt. Die Plattform "wirtschaftsunterricht-gestalten.de" zu diesem Lehrbuch ist die erste frei zugängliche Bildungsressource (OER) in diesem Bereich.
Seit 2012 ist Wilbers Sprecher des Fortbildungszentrums Hochschullehre (FBZHL), der hochschuldidaktischen Einrichtung der Friedrich-Alexander-Universität Erlangen-Nürnberg. Er ist Mitglied im wissenschaftlichen Beirat des Bundesinstituts für Berufsbildung (BIBB). und des Aktionsrat Bildung.

## Schriften (Auswahl)
- Industrie 4.0: Herausforderungen für die kaufmännische Bildung. epubli, Berlin 2017, ISBN 978-3-7450-0595-0
- Wirtschaftsunterricht gestalten. Lehrbuch. 2. Auflage, epubli, Berlin 2014, ISBN 978-3-8442-6807-2.
- Wirtschaftsunterricht gestalten. Toolbox. 2. Auflage, epubli, Berlin 2014, ISBN 978-3-8442-6808-9.
- Wirtschaftsunterricht gestalten. Lehrbuch. epubli, Berlin 2012, ISBN 978-3-8442-3591-3.
- Wirtschaftsunterricht gestalten. Toolbox. epubli, Berlin 2012, ISBN 978-3-8442-3590-6.
- (als Hrsg.): Die Wirtschaftsschule. Verdienste und Entwicklungsperspektiven einer bayerischen Schulart. Shaker, Aachen 2011, ISBN 978-3-84-400519-6.
- Horst Pongratz, Karl Wilbers, Tade Tramm (Hrsg.): Prozessorientierte Wirtschaftsdidaktik und Einsatz von ERP-Systemen im kaufmännischen Unterricht. Shaker, Aachen 2010, ISBN 978-3-83-228832-7.
- Thomas Bals, Kai Hegmann, Karl Wilbers (Hrsg.): Qualität in Schule und Betrieb. Qualitus GmbH Publications, Köln 2008, ISBN 978-3-00-025619-6.
- Andreas Hohenstein, Karl Wilbers (Hrsg.): Handbuch E-Learning. 27. Ergänzungslieferung 2008. Fachverlag Deutscher Wirtschaftsdienst, Köln 2002, ISBN 3-87156-298-X.
- Ernst Tiemeyer, Karl Wilbers (Hrsg.): Berufliche Bildung für nachhaltiges Wirtschaften. Konzepte, Curricula, Methoden, Beispiele. W. Bertelsmann, Bielefeld 2006, ISBN 3-7639-3422-7.
- Soziale Netzwerke an berufsbildenden Schulen. Analyse, Potentiale, Gestaltungsansätze. Eusl, Paderborn 2004, ISBN 3-933436-54-0.
- (als Hrsg.): Stolpersteine beim Corporate E-Learning. Stakeholdermanagement, Management von E-Learning-Wissen, Evaluation. Oldenbourg, München 2005, ISBN 3-486-57760-3.
- (als Hrsg.): Das Sozialkapital von Schulen. Bielefeld, W. Bertelsmann 2004. ISBN 3-7639-3257-7.
- Bernd Strahler, Ernst Tiemeyer, Karl Wilbers (Hrsg.): Bildungsnetzwerke in der Praxis.Bielefeld, W. Bertelsmann 2003, ISBN 3-7639-3171-6.
- Peter Faulstich und Karl Wilbers (Hrsg.): Wissensnetzwerke. Netzwerke als Impuls der Weiterentwicklung der Aus- und Weiterbildung in der Region. W. Bertelsmann, Bielefeld 2002, ISBN 3-7639-3069-8.